# Benjamín Balboa
Benjamín Balboa López (Boimorto, La Coruña, 1901 - México, 1976) fue un militar español que se destacó durante la Guerra Civil Española.

## Biografía
Nació el 19 de marzo de 1901 en la localidad coruñesa de Boimorto. Ingresó en la Armada en 1916, ascendiendo al rango de cabo telegrafista en 1921 y a segundo contramaestre en 1929. Desde 1928 pertenecía a la masonería. Según algunos autores, Balboa también estaba afiliado al PSOE.
En julio de 1936 era oficial de 3.ª clase del Cuerpo auxiliar de radiotelegrafistas y estaba destinado a la Estación de Radio del Ministerio de Marina, en Ciudad Lineal. Cuando el 17 de julio se produjo el golpe militar, Balboa se encontraba de guardia destinado en la Estación de radio; la madrugada del 18 de julio captó mensajes de los militares insurrectos del Marruecos español dirigidos a las guarniciones de la península. Se negó transmitir el mensaje a las guarniciones, y tras informar directamente al ayudante del ministro José Giral, el teniente de navío Pedro Prado Mendizábal, se puso en contacto con los buques y las bases de la armada, poniéndoles en alerta. Además, detuvo a su oficial superior, que estaba implicado en la conspiración militar. Gracias a la decidida acción de Benjamín Balboa, el ministerio logró mantener el contacto con la mayoría de unidades de la Marina de Guerra de la República. Durante la contienda ostentó brevemente el cargo de Subsecretario de Marina.
Tras el final de la contienda se exilió en México, donde falleció a mediados de 1976.

## Familia
En el exilio mexicano contrajo matrimonio con Katja Landau, antigua esposa del socialista austríaco Kurt Landau.
Uno de sus hermanos, José, también era miembro de la armada y fue fusilado al final de la guerra civil.